# Vitanje
Vitanje je naselje u Sloveniji središte istoimene općine. Vitanje se nalazi u pokrajini Štajerskoj i statističkoj regiji Savinjskoj. 

## Stanovništvo
Prema popisu stanovništva iz 2002. godine naselje je imalo 863 stanovnika.

## Kulturno središte europske svemirske tehnologije
Već 2006. godine se Hermanu Potočniku Noordungu u Vitanju otvorila spomen soba, koja je kasnije bila temelj za proširenje na Kulturno središte europske svemirske tehnologije.
Zgradnja Kulturnog središta europske svemirske tehnologije (Kulturno središče evropskih vesoljskih tehnologij – KSEVT) u Vitanju je završena 2012. godine. Otvoren je projekat izvanjsko rađanje iluzije rotiranja i plutanja u bestežinskog stanu. Objekt je prvi stalni postav pod nazivom Herman Noordung: 100 monumentalnih utjecaja otvoren 6. rujna 2012., a na samo otvaranje razvili su još neke ideje o formiranju prostora i umjetnosti.